# Kolind Skole
Kolind Skole er en dansk folkeskole i Kolind i Syddjurs Kommune. Der er 0-9 klassetrin og 2 spor på skolen.

## Skolens historie
Kolind Skole er fra 1955. Den er dermed et led i den landsdækkende modernisering af skolevæsenet i de danske landkommuner, der begyndte med Folkeskoleloven af 1937, men først tog fart i 1950'erne, hvor et meget omfattende nybyggeri af større skoler kaldet centralskoler i landdistrikterne gav større ligestilling mellem skolegangen i by og på land. Skolen afløste en tidligere og mindre skole i Kolind for de første fire klasser, som ifølge en daværende elev "... havde to klasseværelser med to årgange i hver, kakkelovn med brændekurv, grifler, spanskrør og øretæver. At luge andenlærerens have var en disciplin på linje med regning og bibelhistorie. Gymnastik foregik om vinteren i afholdshotellets sal, om sommeren på dyrskuepladsen..." Indtil centralskolens oprettelse kunne eleverne fra Kolind i 5. klasse fortsætte skolegangen i Ryomgård.
Skolen blev udvidet i 1963, og da Nødager kommune blev sammenlagt med daværende Kolind-Ebdrup-Skarresø kommune og blev til Kolind Kommune i 1966, blev bygningerne fælles skole for hele den nye kommune. Skolen blev yderligere udbygget i 1975, 1986 og 2001/2002. I 2017 skiftede skolen navn fra Kolind Centralskole til blot Kolind Skole og fik ved samme lejlighed nyt logo baseret på forslag fra skolens elever. Skolen er i 1½ plan med mure og tage af teglsten.

## Ledelse og elevtal
Lene Kirkegaard har været skoleleder siden 1. august 2017. Hun blev ansat, efter at den foregående skoleleder, Morten Fjord, opsagde sin stilling i protest mod skolens økonomiske vilkår.
Skolen har ca. 350 elever.